# Gilze en Rijen
Gilze en Rijen – gmina w prowincji Brabancja Północna w Holandii. Przebiega przez nią A58 oraz drogi prowincjonalne: N260, N282 oraz N631. Stolicą gminy jest Rijen.

## Miejscowości
- Rijen (16 570 mieszk.)
- Gilze (7 500 mieszk.)
- Molenschot (1410 mieszk.)
- Hulten (330 mieszk.)